# Sylvain Distin
Sylvain Distin (Bagnolet, 16 dicembre 1977) è un ex calciatore francese, di ruolo difensore.

## Carriera

### Club

#### Gli inizi

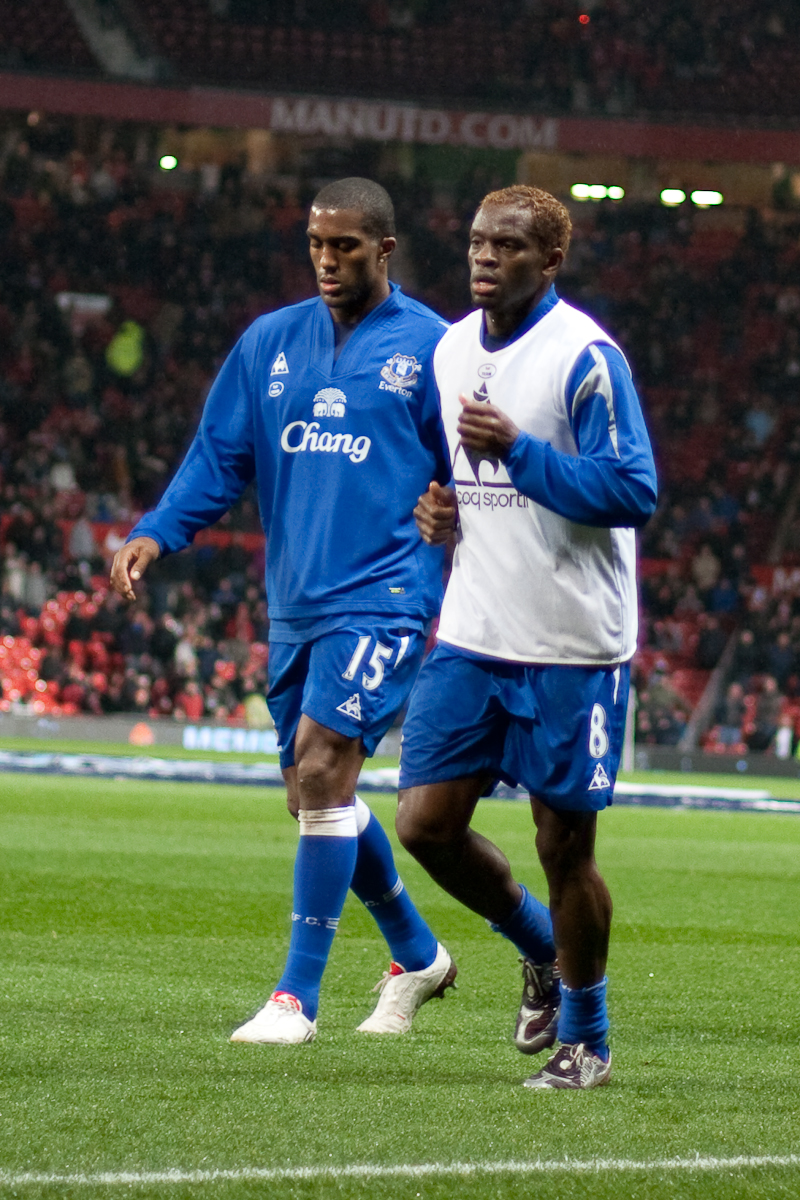
Distin e Saha con la maglia dell'Everton.

Di origine guadalupese, ha iniziato la sua carriera in Francia, al Joué-lès-Tours. Dopo una sola stagione, però, è passato al Tours, dove ha giocato 26 partite ed ha realizzato 3 reti. È stato quindi acquistato dal Gueugnon, club militante in Ligue 2, firmando così anche il suo primo contratto da professionista. Proprio con il Gueugnon, ha vinto la Coppa di Lega, nella stagione 1999-2000.
Le sue prestazioni gli hanno fatto guadagnare l'interesse del Paris Saint-Germain, che lo ha ingaggiato: la sua esperienza parigina, però, è durata soltanto per una stagione. Il campionato successivo, infatti, è passato al Newcastle in Inghilterra per una stagione, in prestito oneroso da 750.000 euro. Dopo 35 partite con i Magpies, nonostante la volontà di trattenerlo, Distin ha preferito firmare per il Manchester City che lo acquista per 6 milioni di euro. Ad influire sulla sua scelta, è stata la possibilità di essere impiegato al centro della difesa, mentre nel Newcastle è stato utilizzato prevalentemente in posizione di terzino sinistro. Il trasferimento dal Paris Saint-Germain al Manchester City è stato valutato 4 milioni di sterline, segnando il record di spesa del club inglese per un difensore.
Le sue prestazioni importanti, con la maglia dei Citizens, lo hanno fatto diventare Manchester City's Player of the Year for the 2002-2003 season (calciatore dell'anno del Manchester City per la stagione 2002-2003). All'inizio del campionato 2003-2004, Distin è stato nominato capitano del Manchester City, in seguito alla partenza di Ali Benarbia. In totale, Distin è sceso in campo ben 207 volte col City, mettendo a segno anche 6 reti.
Decide di lasciare il Manchester City il 22 maggio 2007, quando ha dichiarato di volere una nuova sfida. Ha firmato quindi un contratto triennale con il Portsmouth. Al suo arrivo è stato anche scelto come vice-capitano dall'allenatore Harry Redknapp ed ha guidato il Portsmouth in assenza di Sol Campbell, il capitano.
Dopo alcune critiche per il suo stile di gioco molto fisico, Distin ha risposto dicendo che non riesce a dare il meglio di sé, se non sente il contatto con l'avversario. Il 17 maggio 2008, ha fatto parte della squadra che si è aggiudicata la FA Cup 2007-2008, con la vittoria in finale sul Cardiff City.
Dopo la partenza di Sol Campbell nel luglio del 2009, è stato nominato capitano del Portsmouth; ha indossato la fascia nelle prime 3 giornate della stagione 2009-2010.
Il 28 agosto 2009 si è trasferito all'Everton per 6,5 milioni di euro.
Il 10 giugno 2015 il club annuncia che non rinnoverà il contratto in scadenza del difensore, lasciandolo così svincolato.
Il 1º luglio seguente firma con il Bournemouth, club neo-promosso in Premier League.
Il 21 novembre 2015, scendendo in campo nella partita contro lo Swansea City, diventa il secondo calciatore non britannico dopo Brad Friedel a toccare quota 450 presenze in Premier League.

## Statistiche

### Presenze e reti nei club
Statistiche aggiornate al 24 maggio 2016.
| Stagione               | Squadra                | Campionato             | Campionato | Campionato | Coppe nazionali | Coppe nazionali | Coppe nazionali | Coppe continentali | Coppe continentali | Coppe continentali | Altre coppe | Altre coppe | Altre coppe | Totale | Totale |
| Stagione               | Squadra                | Comp                   | Pres       | Reti       | Comp            | Pres            | Reti            | Comp               | Pres               | Reti               | Comp        | Pres        | Reti        | Pres   | Reti   |
| ---------------------- | ---------------------- | ---------------------- | ---------- | ---------- | --------------- | --------------- | --------------- | ------------------ | ------------------ | ------------------ | ----------- | ----------- | ----------- | ------ | ------ |
| 1996-1997              | Paris Saint-Germain 2  | CFA                    | 0          | 0          | CF+CdL          | 0+0             | 0               | -                  | -                  | -                  | -           | -           | -           | 0+     | 0+     |
| 1997-1998              | Joué-lès-Tours         | CFA                    | 32         | 4          | CF+CdL          | 0+1             | 0               | -                  | -                  | -                  | -           | -           | -           | 33     | 4      |
| 1998-1999              | Tours                  | CFA                    | 26         | 3          | CF+CdL          | 0+0             | 0               | -                  | -                  | -                  | -           | -           | -           | 26     | 3      |
| 1999-2000              | Gueugnon               | D2                     | 33         | 1          | CF+CdL          | 5+3             | 0               | -                  | -                  | -                  | -           | -           | -           | 41     | 1      |
| 2000-2001              | Paris Saint-Germain    | D1                     | 28         | 0          | CF+CdL          | 0+2             | 0               | UCL                | 10                 | 0                  | -           | -           | -           | 40     | 0      |
| ago. 2001              | Paris Saint-Germain    | D1                     | 0          | 0          | CF+CdL          | 0+0             | 0               | Int                | 5                  | 0                  | -           | -           | -           | 5      | 0      |
| Totale Paris SG        | Totale Paris SG        | Totale Paris SG        | 28         | 0          |                 | 2               | 0               |                    | 15                 | 0                  |             | -           | -           | 45     | 0      |
| 2001-2002              | Newcastle              | PL                     | 28         | 0          | FACup+CdL       | 5+2             | 0               | -                  | -                  | -                  | -           | -           | -           | 35     | 0      |
| 2002-2003              | Manchester City        | PL                     | 34         | 0          | FACup+CdL       | 1+1             | 0               | -                  | -                  | -                  | -           | -           | -           | 36     | 0      |
| 2003-2004              | Manchester City        | PL                     | 38         | 2          | FACup+CdL       | 5+2             | 1+0             | CU                 | 5                  | 0                  | -           | -           | -           | 50     | 3      |
| 2004-2005              | Manchester City        | PL                     | 38         | 1          | FACup+CdL       | 1+2             | 0               | -                  | -                  | -                  | -           | -           | -           | 41     | 1      |
| 2005-2006              | Manchester City        | PL                     | 31         | 0          | FACup+CdL       | 4+1             | 0               | -                  | -                  | -                  | -           | -           | -           | 36     | 0      |
| 2006-2007              | Manchester City        | PL                     | 37         | 2          | FACup+CdL       | 5+1             | 0               | -                  | -                  | -                  | -           | -           | -           | 43     | 2      |
| Totale Manchester City | Totale Manchester City | Totale Manchester City | 178        | 5          |                 | 23              | 1               |                    | 5                  | 0                  |             | -           | -           | 206    | 6      |
| 2007-2008              | Portsmouth             | PL                     | 36         | 0          | FACup+CdL       | 6+3             | 0               | -                  | -                  | -                  | -           | -           | -           | 45     | 0      |
| 2008-2009              | Portsmouth             | PL                     | 38         | 0          | FACup+CdL       | 3+1             | 0               | CU                 | 5                  | 0                  | CS          | 1           | 0           | 48     | 0      |
| ago. 2009              | Portsmouth             | PL                     | 3          | 0          | FACup+CdL       | 0+0             | 0               | -                  | -                  | -                  | -           | -           | -           | 3      | 0      |
| Totale Portsmouth      | Totale Portsmouth      | Totale Portsmouth      | 77         | 0          |                 | 13              | 0               |                    | 5                  | 0                  |             | 1           | 0           | 96     | 0      |
| 2009-2010              | Everton                | PL                     | 29         | 0          | FACup+CdL       | 1+2             | 0               | UEL                | 6                  | 2                  | -           | -           | -           | 38     | 2      |
| 2010-2011              | Everton                | PL                     | 38         | 2          | FACup+CdL       | 4+2             | 0               | -                  | -                  | -                  | -           | -           | -           | 44     | 2      |
| 2011-2012              | Everton                | PL                     | 27         | 0          | FACup+CdL       | 5+1             | 0               | -                  | -                  | -                  | -           | -           | -           | 33     | 0      |
| 2012-2013              | Everton                | PL                     | 34         | 0          | FACup+CdL       | 5+1             | 0+1             | -                  | -                  | -                  | -           | -           | -           | 40     | 1      |
| 2013-2014              | Everton                | PL                     | 33         | 0          | FACup+CdL       | 2+2             | 0               | -                  | -                  | -                  | -           | -           | -           | 37     | 0      |
| 2014-2015              | Everton                | PL                     | 13         | 0          | FACup+CdL       | 1+1             | 0               | UEL                | 3                  | 0                  | -           | -           | -           | 18     | 0      |
| Totale Everton         | Totale Everton         | Totale Everton         | 174        | 2          |                 | 27              | 1               |                    | 9                  | 2                  |             | -           | -           | 210    | 5      |
| 2015-2016              | Bournemouth            | PL                     | 12         | 0          | FACup+CdL       | 3+2             | 0               | -                  | -                  | -                  | -           | -           | -           | 17     | 0      |
| Totale carriera        | Totale carriera        | Totale carriera        | 588        | 15         |                 | 86              | 2               |                    | 34                 | 2                  |             | 1           | 0           | 709    | 19     |

## Palmarès

### Club

#### Competizioni nazionali
- Coppa di Lega francese: 1

Gueugnon: 1999-2000
- Coppa d'Inghilterra: 1

Portsmouth: 2007-2008

#### Competizioni internazionali
- Coppa Intertoto UEFA: 1

Paris SG: 2001